# Вулканний
Вулканний (рос. Вулканный) — робітниче селище у Єлізовському районі Камчатського краю Російської Федерації.
Населення становить 1508 (2018) осіб. Входить до складу муніципального утворення Вулканне міське поселення.

## Історія
Засноване 1955 року як військове містечко, спочатку з назвою Мирний. До 1 червня 2007 року у складі Камчатської області, відтак у складі Камчатського краю. Згідно із законом від 29 грудня 2004 року органом місцевого самоврядування є Вулканне міське поселення.

## Населення
| 2002  | 2009  | 2010  | 2012  | 2013  | 2014  | 2015  |
| ----- | ----- | ----- | ----- | ----- | ----- | ----- |
| 1631  | ↘1601 | ↗1608 | ↗1622 | ↘1583 | ↘1512 | ↗1534 |
| 2016  | 2017  | 2018  |       |       |       |       |
| ↘1524 | ↗1529 | ↘1508 |       |       |       |       |